# John Francis Greif
John Francis Greif (ur. 23 sierpnia 1897 w Meltina, zm. 17 sierpnia 1968) – ugandyjski biskup rzymskokatolicki, w latach 1953–1968 biskup Tororo.